# Les Fosses
Fosses – miejscowość i gmina we Francji, w regionie Nowa Akwitania, w departamencie Deux-Sèvres.
Według danych na rok 1990 gminę zamieszkiwały 314 osoby, a gęstość zaludnienia wynosiła 26 osób/km² (wśród 1467 gmin regionu Poitou-Charentes Fosses plasuje się na 703. miejscu pod względem liczby ludności, natomiast pod względem powierzchni na miejscu 722.).